# Erciyes Dağı
(Strabone, Geografia, XII, II, 7)
L'Erciyes Dağı è un grande vulcano della Cappadocia, in Turchia, a sud della città di Cesarea. Raggiunge un'altitudine di 3.916 m s.l.m.
Conosciuto dai Romani come Argaios (mons Argaeus): ne parla il geografo Strabone, secondo il quale dal monte, nelle giornate limpide, poteva scorgersi sia il mar Nero verso nord che il mar Mediterraneo verso sud. In epoca romana era ancora attivo.
Attualmente il vulcano è quiescente e le popolazioni semi-nomadi dell'altopiano circostante vi conducono, ogni estate, i loro greggi al pascolo, mentre i pendii più bassi sono occupati da coltivazioni arboree.
La vetta fu raggiunta per la prima volta da William John Hamilton nel 1837.
Ai piedi del vulcano Erciyes in Turchia, in una regione altrimenti caratterizzata dalla siccità, si trovano le tende dei semi-nomadi. Questa particolare posizione consente, nonostante l'ambiente arido, di avere a disposizione terreni fertili sui quali i semi-nomadi possono continuare il loro tradizionale stile di vita.